# П'єтро Берніні
П'єтро Берніні (італ. Pietro Bernini; 6 травня, 1562, Сесто-Фьорентіно — 29 серпня, 1629, Рим) — італійський художник і скульптор зламу XVI—XVII ст., майстер фонтанної справи. Батько скульптора Лоренцо Берніні.

## Життєпис
Народився в Сесто-Фьорентіно неподалік від Флоренції. Художню майстерність опановував під керівництвом скульптора Рідольфо Сірігатті, надалі стажувався у Римі. Хто був його вчителем у живопису, залишилось невідомим. Традиційно вважають, що він навчався у Антоніо Темпеста. Працював скульптором-реставратором античних скульптур.

## Неаполітанський період

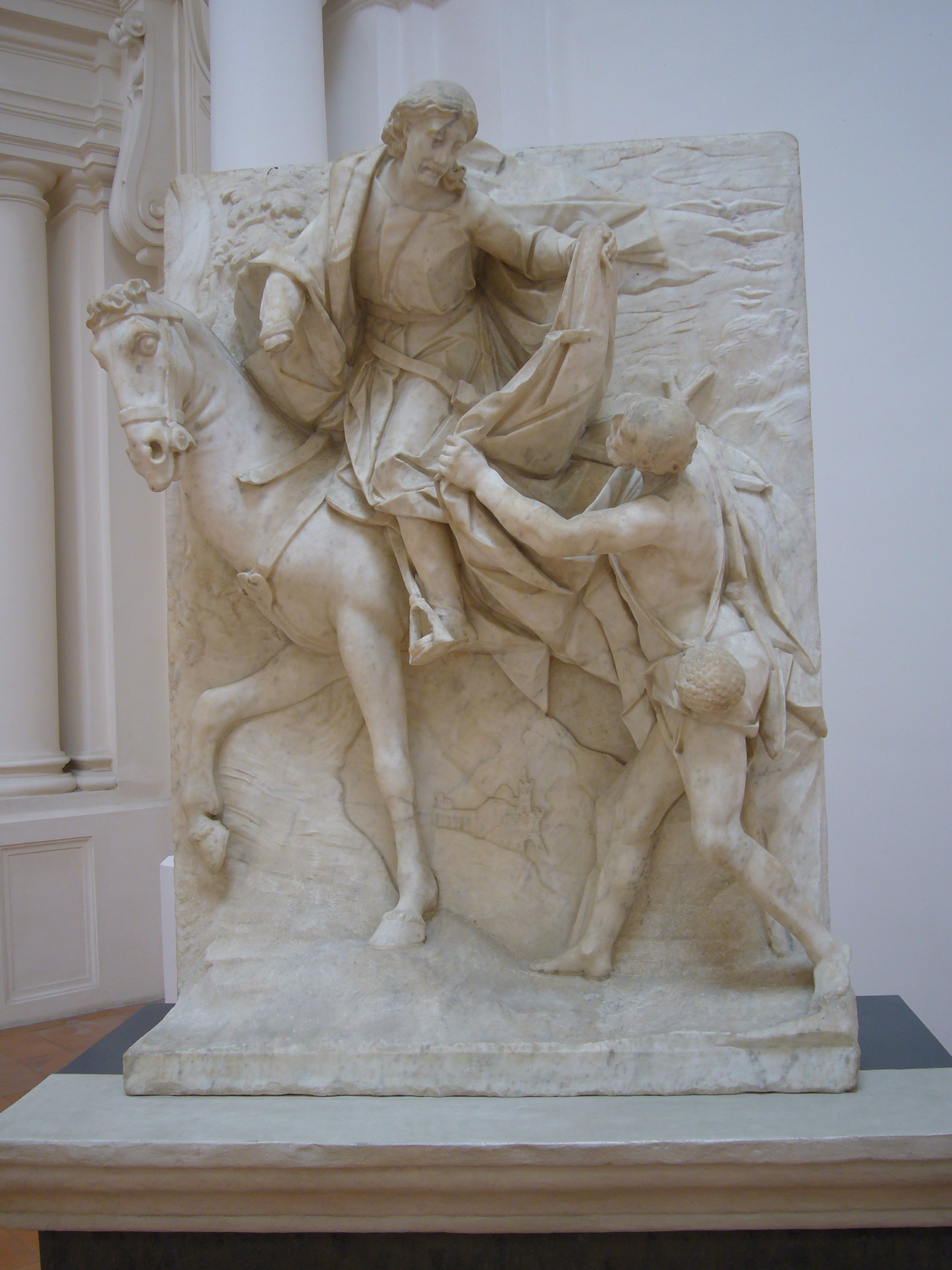
«Святий Мартин і жебрак», Національний музей Сан Мартіно, Неаполь

1584 року відбув у місто Неаполь. Брав замови на виконання скульптур для низки неаполітанських церков. Слабкий у власних композиціях, він створив найкращі твори лише за малюнками інших митців. Серед скульптурних творів неаполітанського періоду — рельєф «Святий Мартин і жебрак» та «Мадонна з немовлям і Іваном Хрестителем дитиною».
Окрім скульптур святих, брався за створення садово-паркових скульптур, позаяк вельможі почали працювати над благоустроєм власних заміських садиб. В Італії розпочався активний етап створення садів бароко.
П'єтро Берніні діяльно сприяв побудові фонтанів. У неаполітанський період, який тривав 21 рік, створював фонтани як по замовленням приватних осіб, так і для міста. Серед них «Фонтан гіганта», «Фонтан Нептуна», останній з декількома декоративними скульптурами виконав разом із скульптором Мікеланджело Накьєріно (1550—1622).

## Шлюб
Перебуваючи в Неаполі, узяв шлюб із Анжелікою Галанте. Подружжя мало тринадцять дітей. 1598 року в Неаполі у подружжя народився черговий син, котрого назвали Джованні Лоренцо. Син зробить блискучу кар'єру і став художнім диктатором у папській столиці Римі.

## Римський період
1606 року численна родина скульптора П'єтро Берніні перебралась на житло у Рим. Починали як майстри садово-паркової скульптури і садів бароко. Батько і син працювали над створенням барокового саду Вілли-Боргезе у Фраскатті, котрою володів Шипіоне Боргезе, племінник Папи Римського і найвпливовіший з меценатів тогочасного Риму.
Архаїчна манера батька задовольняла смаки лише в садовій скульптурі. Син, Лоренцо Берніні, виявився спритнішим і талановитішим за батька, брався як за створення палацових скульптур, так і портретів, насичував скульптури рухом, використовував різні техніки обробки мармуру. Його художня манера сподобалась родині Боргезе і Шипіоне Боргезе став покровителем родини Берніні.
Серед садово-паркових скульптур римського періоду П'єтро Берніні — «Флора» та «Пріап» («Вертумн»?). П'єтро Берніні продовжив працювати фонтанним майстром. Серед фонтанів, створених для Риму — Фонтан Баркачча на площі Іспанії. П'єтро Берніні вдало обіграв у власному проєкті події повені у Римі 1598 року, коли за переказами тут сів на мілину баркас (баркаччо італійською). Декоративний човен із мармуру, повний води, і став головною і несподіваною атракцією фонтана.
П'єтро Берніні помер у Римі на шістдесят восьмому році життя.

## Вибрані твори

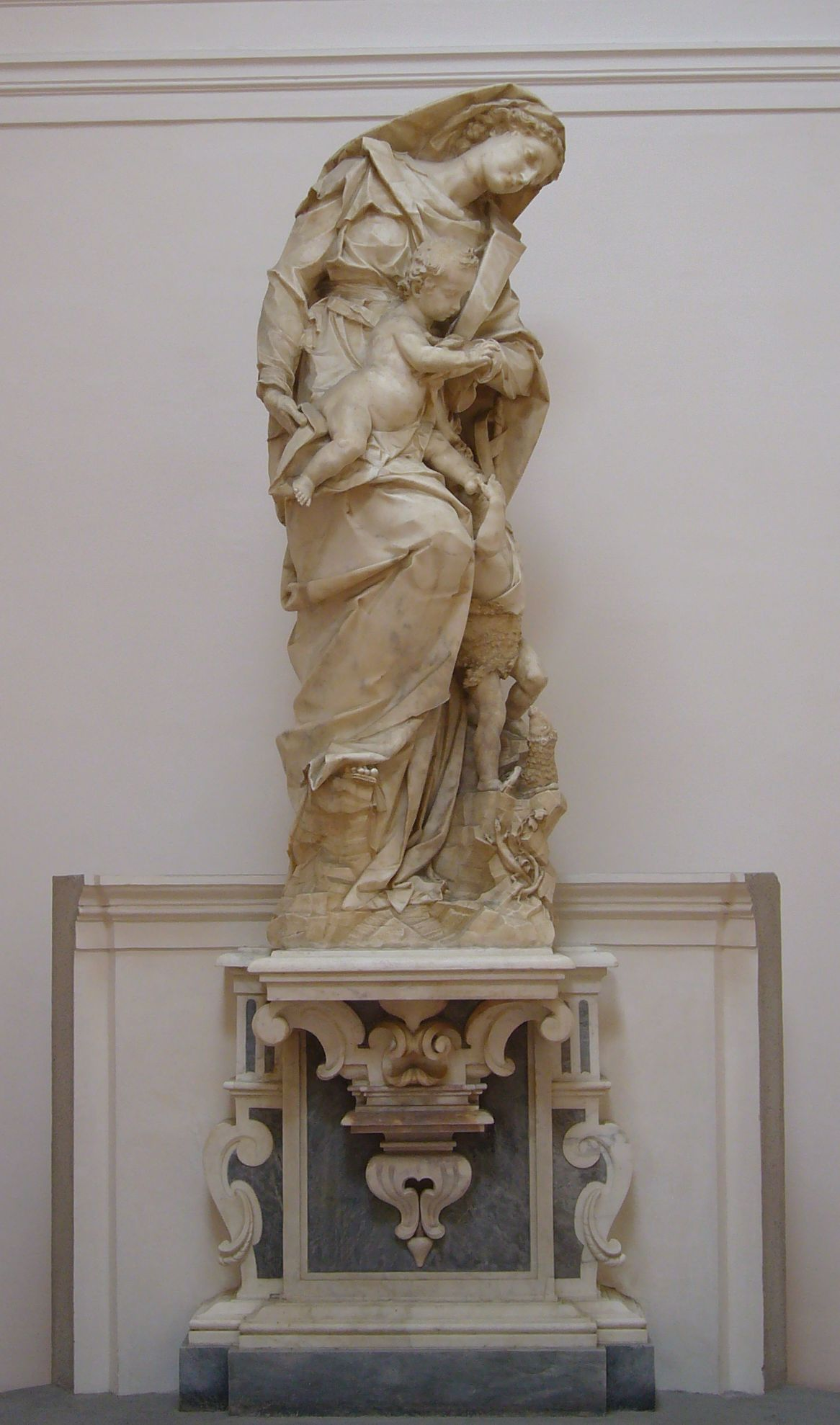
«Мадонна з немовлям і Іваном Хрестителем дитиною», Національний музей Сан Мартіно, Неаполь

- «Святий Мартин і жебрак», Національний музей Сан Мартіно, Неаполь
- «Фонтан гіганта», Неаполь
- «Фонтан Нептуна», Неаполь
- «Фонтан Баркачча», Рим, площа Іспанії
- «Апостол Петро»
- «Флора»
- «Приап»
- «Двійка путті»
- «Мадонна з немовлям і Іваном Хрестителем дитиною», Національний музей Сан Мартіно, Неаполь
- «Св. Стефан»
- «Св. Лаврентій»
- «Сатир і пантера»
- «Св. Бруно»
- «Св. Катерина Александрійська»
- «Св. Катерина Сієнська»
- «Алегорія Милосердя»
- «Св. Лючія»
- Надгробок кардинала Джованні Долфін, Венеція.

## Світлини вибраних творів

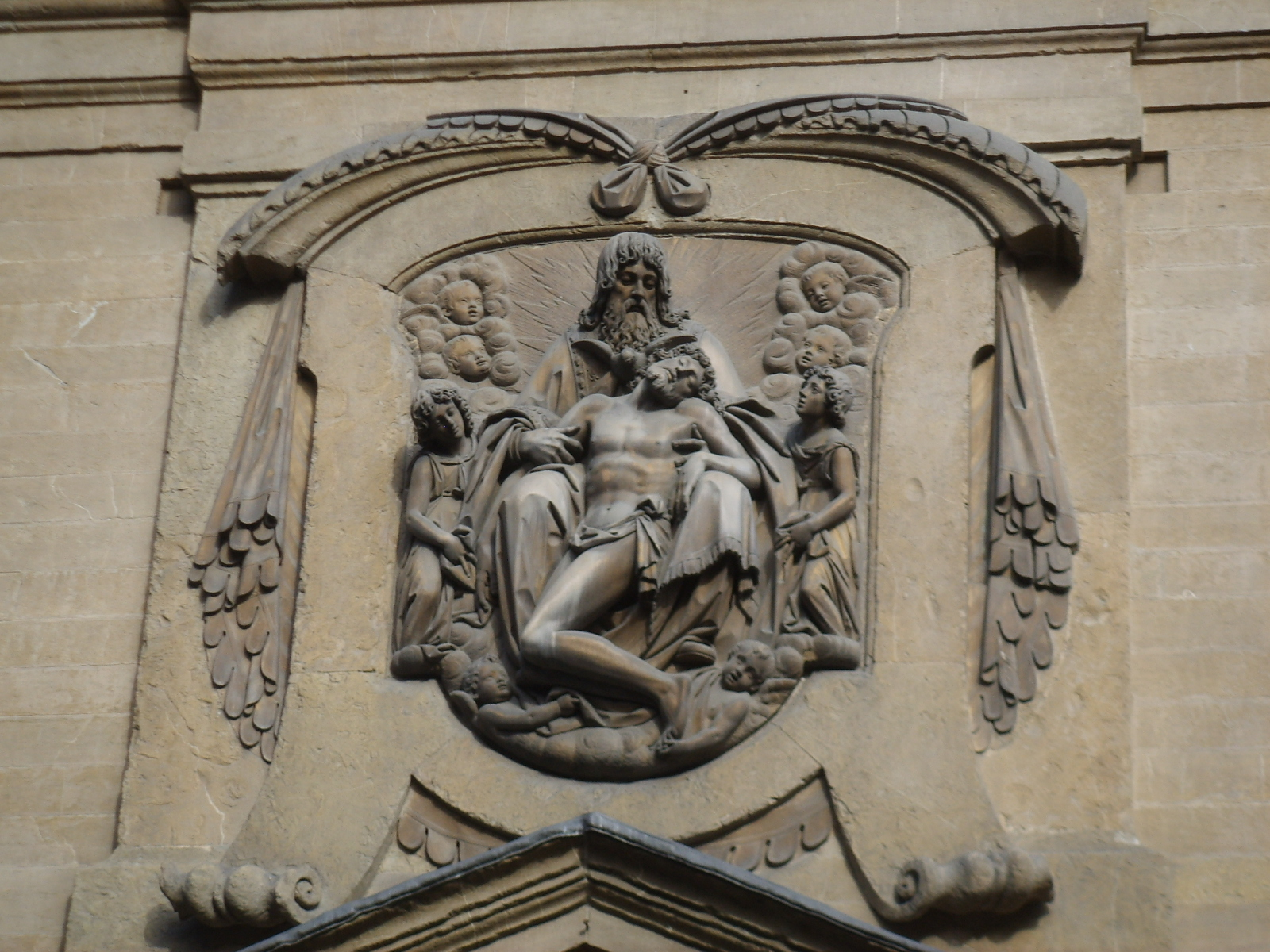
Рельєф Св. Трійця. Церква Санта Трініта (Флоренція)
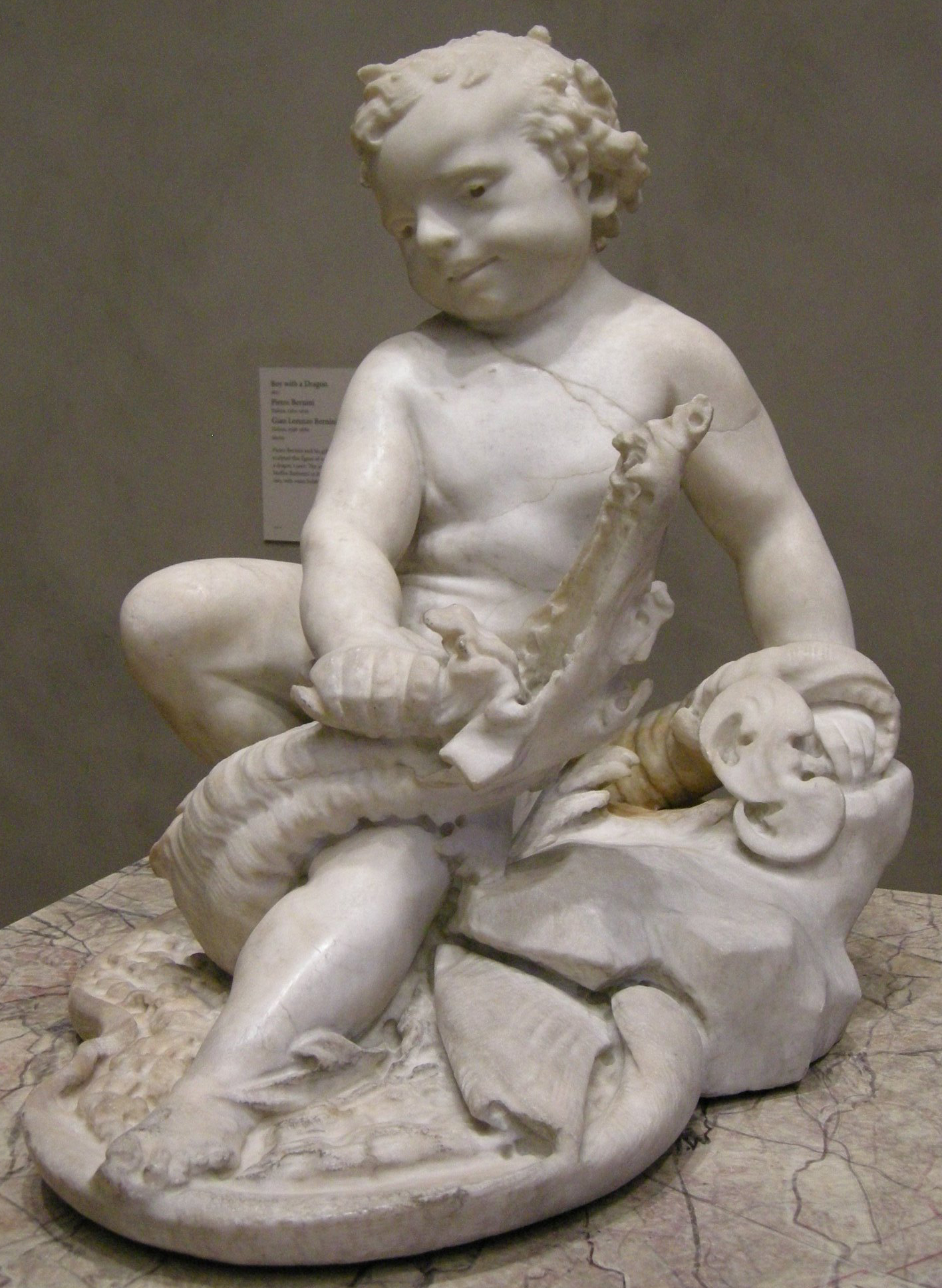
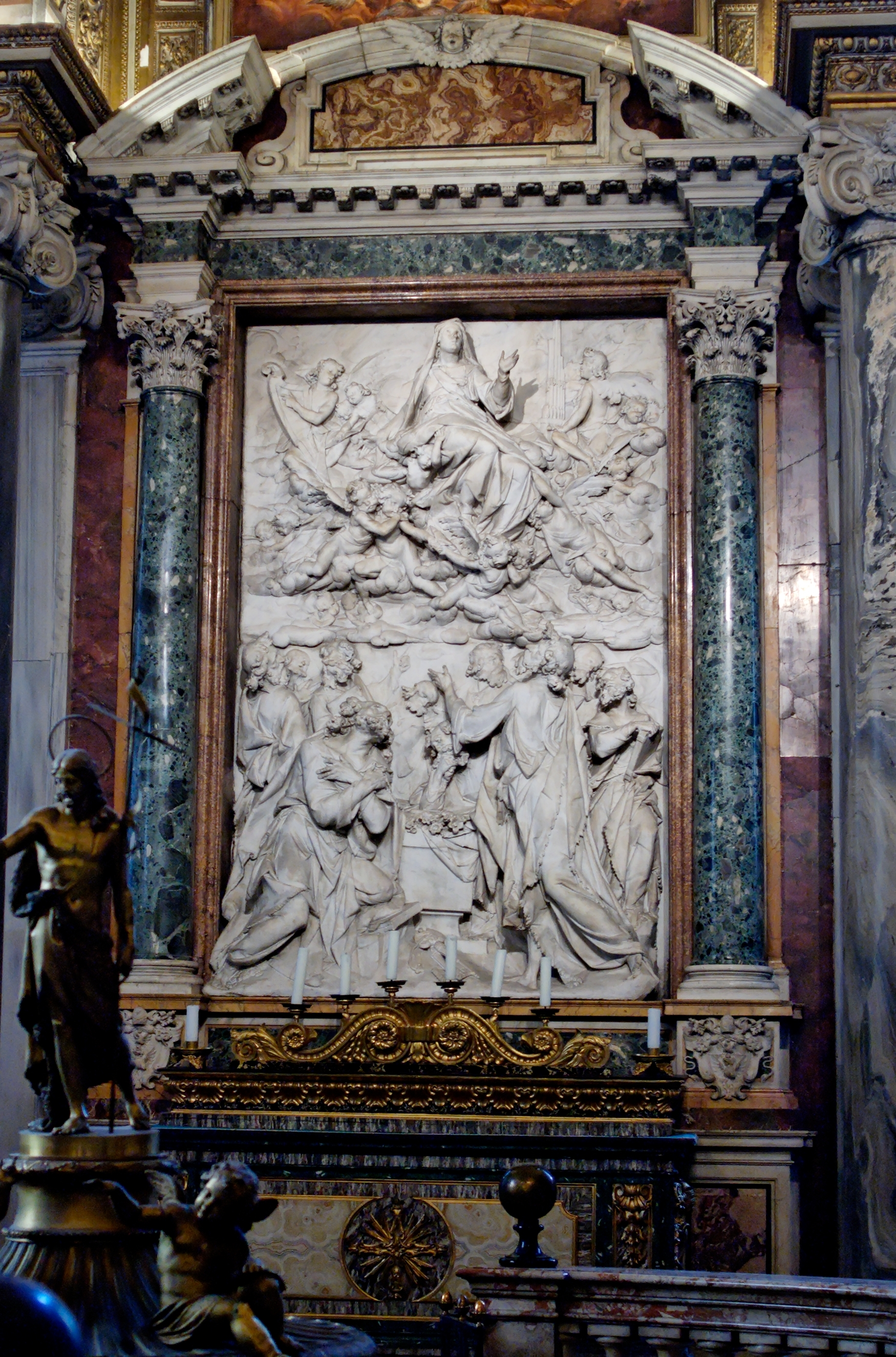
«Рельєф «Внебовзяття Богородиці», базиліка Санта Марія Маджоре
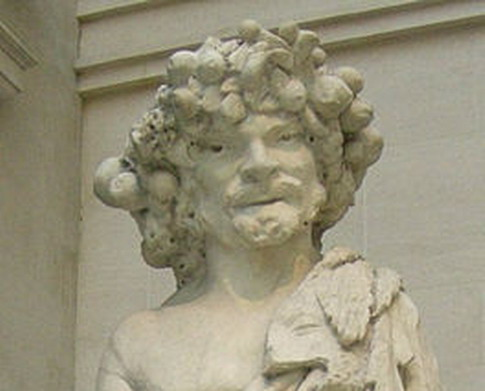